# スタンコ・プレムルル
スタンコ・プレムルル（スロベニア語: Stanko Premrl, 1880年9月28日 - 1965年3月14日）は、スロベニアカトリック教会の司祭、作曲家、音楽教師。スロベニア共和国の国歌「祝杯」の作曲者として著名。

## 人物
1880年9月28日、オーストリア=ハンガリー帝国領カルニオラ公国（現スロベニア内）ヴィパバ渓谷上流、シェント・ヴィド（現ポドナーノス）村に生まれる。
ウィーンの音楽学校を卒業した後、1909年から1939年にかけてリュブリャナ大聖堂にて音楽監督を務める。また、1908年から1939年の間にはリュブリャナのオルガン学校の校長にも任ぜられている。
スロベニアの教会音楽の発展に甚大な寄与をした人物であり、二十世紀におけるスロベニアの多作の音楽家の一人として数えられ、その発表数は二千作をも超える。1905年9月24日にフランツェ・プレシェーレンの愛国詩「祝杯」への曲を書き、1940年代にはこの詩の曲として大変な人気を博し、スロベニアの愛国歌として最も有名になった。1989年、当時ユーゴスラビアの一部であったスロベニア社会主義共和国の国歌として正式に採用され、1991年には独立を果たしたスロベニア共和国の国歌となった。
1965年3月14日、スロベニア・リュブリャナにて没する
彼はスロベニアパルチザンの兵士であるヤンコ・プレムルルの叔父でもる。